# Spalax graecus
Spalax graecus é uma espécie de roedor da família Spalacidae. Pode ser encontrado na Romênia (Suceava, Craiova, Transsilvânia, e no baixo Danúbio), no sudoeste da Ucrânia (Cernovcy) e na Moldova.